# Herznach-Ueken

Fahne

Herznach-Ueken ist eine politische Gemeinde des Bezirks Laufenburg des Kantons Aargau in der Schweiz.

## Geschichte
Auf den 1. Januar 2023 fusionierten die bestehenden politischen Gemeinden Herznach und Ueken zur neuen politischen Gemeinde Herznach-Ueken.